# 15 (број)
15 (петнаест) је број, нумерал и име глифа који представља тај број. То је природни број који следи после броја 14, а претходи броју 16.

## Наука
- Фосфор је 15 елемент у ПСЕ.

## Религија
- Многи Јеврејски празници почињу петнаестог дана у месецу.

## Спорт
- Познати кошаркаши Кармело Ентони и Винс Картер носе дрес са бројем 15.
- Немања Видић носи дрес са бројем 15 у Манчестер јунајтеду.

## Остало
- Број жетона са којима сваки од два играча започиње партију бекгемона.
- Број представља Ђавола према тарот картама.
- Петнаест је један од бројева из серије Изгубљени.
- 15 (музички албум), албум Драгане Мирковић